# Zhusha, Henan
Zhusha (kinesiska: 硃砂, 硃砂镇) är en köping i Kina. Den ligger i provinsen Henan, i den centrala delen av landet, omkring 85 kilometer öster om provinshuvudstaden Zhengzhou.
Genomsnittlig årsnederbörd är 833 millimeter. Den regnigaste månaden är juli, med i genomsnitt 193 mm nederbörd, och den torraste är januari, med 4 mm nederbörd.